# Sturmgeschütz-Brigade 902
De Lehr-Abteilung / Sturmgeschütz-Brigade 902 / Heeres-Sturmgeschütz-Brigade 902 was tijdens de Tweede Wereldoorlog een Duitse Sturmgeschütz-eenheid van de Wehrmacht ter grootte van een afdeling, uitgerust met gemechaniseerd geschut. Deze eenheid was een zogenaamde Heerestruppe, d.w.z. niet direct toegewezen aan een divisie, maar ressorterend onder een hoger commando, zoals een legerkorps of leger.
Deze Sturmgeschütz-eenheid kwam in actie aan het westfront gedurende zijn hele bestaan.

## Krijgsgeschiedenis

### Lehr-Abteilung
De Lehr-Abteilung werd opgericht bij “Aufstellungsstab West” in Tours in januari 1944.
Op 14 februari 1944 werd de Abteilung in Tours omgedoopt in Sturmgeschütz-Brigade 902.

### Sturmgeschütz-Brigade 902
De omdoping in Sturmgeschütz-Brigade betekende echter geen organisatorische verandering, de samenstelling bleef gelijk. Twee dagen na de geallieerde landingen werd de brigade gealarmeerd en op weg gebracht naar de 17e SS-Pantsergrenadierdivisie, maar kwam in plaats daarvan bij het 84e Legerkorps.
Op 10 juni 1944 werd de brigade omgedoopt in Heeres-Sturmgeschütz-Brigade 902.

### Heeres-Sturmgeschütz-Brigade 902
Ook nu betekende de omdoping geen organisatorische verandering, de samenstelling bleef opnieuw gelijk. De brigade werd kon de insluiting bij Cherbourg vermijden en bleef in actie aan de westkant van het schiereiland Cotentin. Na de uitbraak van de geallieerden moest de brigade ook terugtrekken naar de Duitse grens en verzamelde zich beginseptember bij Monschau. Maar vrijwel meteen moest in actie gekomen worden tegen oprukkende Amerikanen bij Elsenborn. In dit gebied bleef de 3e Batterij, ook later in actie in de  Slag om het Hürtgenwald. De rest van de brigade ging naar Jülich, kreeg daar nieuwe Sturmgeschützen en kwam in dit gebied meteen in actie. Begin december bevond de brigade zich nog bij Korps Feldt rond Krefeld. Ten tijde van het Ardennenoffensief was de brigade nog steeds bij het 15e Leger. Begin 1945 volgde dan de terugtocht naar de Rijn, met defensieve gevechten begin maart bij Bonn. In april 1945 raakten de 2e en 3e Batterij in de Ruhrkessel en vochten bij de 176e Volksgrenadierdivisie bij Brilon. Tegen 8 april 1945 waren alle Sturmgeschützen verloren gegaan en trok de brigade zich terug naar Meschede. Deze twee batterijen gaven zich medio april 1945 in de Ruhrkessel over. De 1e Batterij bevond zich net buiten de omsingeling, bij Detmold.

### Einde
De Heeres-Sturmgeschütz-Brigade 902 capituleerde in twee delen, met de 1e Batterij eind april/begin mei 1945 in centraal Duitsland en de andere twee batterijen medio april 1945 in de Ruhrkessel.

## Samenstelling
- Staf
- 1e Batterij
- 2e Batterij
- 3e Batterij

## Commandanten
| Rang      | Naam               | Begin          | Eind |
| --------- | ------------------ | -------------- | ---- |
| Hauptmann | Frerich von Lessen | mei 1944       |      |
| Hauptmann | Georg Kaiser       | september 1944 |      |
| Hauptmann | Günther Dreyer     | december 1944  |      |